# Shanghai Golden Grand Prix 2013
Navigation
Édition précédente Édition suivante
Le Shanghai Golden Grand Prix 2013 est la 9e édition du Shanghai Golden Grand Prix qui a eu lieu le 18 mai 2013 au Stade de Shanghai, en Chine. Il constitue la deuxième étape de la Ligue de diamant 2013.

## Résultats

### Hommes
| Épreuve           | Vainqueur                                | Second                                  | Troisième                               |
| ----------------- | ---------------------------------------- | --------------------------------------- | --------------------------------------- |
| 200 m             | Warren Weir 20 s 18                      | Justin Gatlin 20 s 21 (SB)              | Jason Young 20 s 22                     |
| 400 m             | Kirani James 44 s 02 (WL, MR)            | LaShawn Merritt 44 s 60                 | Luguelín Santos 45 s 11                 |
| 1 500 m           | Asbel Kiprop 3 min 32 s 39 WL            | Mekonnen Gebremedhin 3 min 32 s 43 (SB) | Collins Cheboi 3 min 32 s 96            |
| 110 m haies       | Jason Richardson 13 s 23 (SB)            | Ryan Wilson 13 s 25 (SB)                | Xie Wenjun 13 s 28 (PB)                 |
| 3 000 m steeple   | Conseslus Kipruto 8 min 01 s 16 (WL, MR) | Paul Kipsiele Koech 8 min 02 s 63       | Hillary Kipsang Yego 8 min 03 s 57 (PB) |
| Saut en longueur  | Li Jinzhe 8,34 m (WL, PB)                | Aleksandr Menkov 8,31 m (PB)            | Greg Rutherford 8,08 m                  |
| Saut en hauteur   | Mutaz Essa Barshim 2,33 m (MR)           | Bohdan Bondarenko 2,33 m (MR)           | Zhang Guowei 2,27 m                     |
| Lancer du disque  | Piotr Małachowski 67,34 m                | Gerd Kanter 63,14 m                     | Robert Urbanek 62,85 m                  |
| Lancer du javelot | Tero Pitkämäki 87,60 m (WL, MR)          | Vítězslav Veselý 86,67 m (SB)           | Dmitriy Tarabin 85,36 m                 |

### Femmes
| Épreuve          | Vainqueur                             | Seconde                        | Troisième                            |
| ---------------- | ------------------------------------- | ------------------------------ | ------------------------------------ |
| 100 m            | Shelly-Ann Fraser-Pryce 10 s 93 (WL)  | Blessing Okagbare 11 s 00      | Carmelita Jeter 11 s 08              |
| 800 m            | Francine Niyonsaba 2 min 00 s 33 (WL) | Janeth Jepkosgei 2 min 01 s 28 | Malika Akkaoui 2 min 01 s 49 (SB)    |
| 5 000 m          | Genzebe Dibaba 14 min 45 s 92 (WL)    | Meseret Defar 14 min 47 s 76   | Viola Jelagat Kibiwot 14 min 48 s 29 |
| 400 m haies      | Zuzana Hejnová 53 s 79 (WL)           | Angela Moroşanu 53 s 85 (PB)   | Yadisleidis Pedroso 54 s 54 (NR)     |
| Triple saut      | Caterine Ibargüen 14,69 m (WL)        | Olha Saladukha 14,43 m         | Irina Gumenyuk 14,02 m               |
| Saut à la perche | Yelena Isinbayeva 4,70 m              | Mary Saxer 4,60 m (PB)         | Silke Spiegelburg 4,55 m             |
| Lancer du poids  | Christina Schwanitz 20,20 m (PB)      | Gong Lijiao 19,73 m            | Michelle Carter 18,83 m              |

## Légende
Records et Performances
- AR : Record continental (area record)
- CR : Record des championnats (championship record)
- MR : Record du meeting (meet record)
- NR : Record national (national record)
- OR : Record olympique (olympic record)
- PR : Record paralympique (paralympic record)
- PB : Record personnel (personal best)
- SB : Meilleure performance personnelle de la saison (season's best)
- WL : Meilleure performance mondiale de l'année (world leader)
- WJR : Record du monde junior (world junior record)
- WR : Record du monde (world record)

Circonstances et Conditions
- DNF : N'a pas terminé (did not finish)
- DNS : N'a pas pris le départ (did not start)
- DQ : Disqualification (disqualification)
- NM : Aucun essai valable enregistré (No Mark)
- Q : Qualifié « directement » au prochain tour (ou à la prochaine compétition), lors d'une compétition majeure, grâce au classement ou à la réalisation des minima (automatic qualifier)
- q : Qualifié au prochain tour (ou à la prochaine compétition), lors d'une compétition majeure, grâce au repêchage ou à la réalisation de l'une des meilleures performances parmi celles des « non qualifiés directement » (grâce au meilleur temps ou à la meilleure distance par exemple) (secondary qualifier)